# Pierrefonds (Oise)
Pierrefonds  é uma comuna francesa na região administrativa de Altos da França, no departamento de Oise. Estende-se por uma área de 22,32 km². Em 2010 a comuna tinha 2 049 habitantes (densidade: 91,8 hab./km²).
O seu monumento mais imponente é o Château de Pierrefonds. Situa-se nas margens do lago com o mesmo nome. No passado existiu uma estação de comboio na aldeia, tal como várias termas.

## Geminações
- Zwingenberg (Alemanha)
- Pel (Mali)
- Pierrefonds-Roxboro (Quebeque)